# Herzog Ferrantes Ende
Herzog Ferrantes Ende ist ein deutscher Spielfilm aus dem Jahr 1922 von und mit Paul Wegener.

## Handlung
Italien, im Spätmittelalter. Herzog Ferrante ist ein typischer Tyrann seiner Zeit und in seinen Mitteln, seine gefährdete Herrschaft zu sichern, wenig zimperlich. Mord, Folter und Unterdrückung sind die alltäglichen Werkzeuge dieses Despoten. Die Leichen seiner Opfer lässt er einbalsamieren und in einer Katakombe aufreihen. Bei diesem Anblick glaubt er sich sicher zu sein, dass seine Gewaltherrschaft niemals enden wird. Doch allmählich regt sich Widerstand, erst zaghaft, dann immer heftiger. Das Zentrum der Rebellion bildet der geheime „Bund der Dolchbrüder“. Die Verschwörer planen nicht weniger als den Sturz des herzoglichen Monstrums, hat er doch ihren einstigen Anführer, den in seinem Auftrag erhängten Guido Colonna, ebenfalls auf dem Gewissen.
Angeführt werden die Dolchbrüder vom tapferen Antonio, der die Schwester des Ermordeten, Beatrice Colonna, liebt. Auch ihr Bruder Orlando wird in den Kreis der Verschworenen aufgenommen – mehr noch: ihm ist durch das Los bestimmt worden, den verhassten Herzog zu töten. Am Festtag zu Ehren des heiligen Sebastian soll der Anschlag auf Ferrante gelingen, doch es geht schief. Orlando wird verhaftet, eingekerkert und soll mit Folter bestraft werden. Als Vater Colonna um Gnade für seinen Jüngsten bittet, schlägt Herzog Ferrante ihm einen Kuhhandel vor. Er werde das Leben Orlandos verschonen, wenn der alte Colonna ihm ein Schriftstück aushändige, dass Beatrice, die er begehrt, ihm ausliefere.
Ferrantes Lakai Trivulzio bringt nun Orlando in die Katakomben, wo dieser den einbalsamierten, malträtierten Körper seines toten Bruders ansehen muss. Außer sich vor Zorn, stürzt sich Orlando auf ihn, verfolgt den Vertrauten Ferrantes und wirft ihn schließlich von den Zinnen der Burg in die Tiefe. Anschließend befreit Orlando seinen toten Bruder Guido und nimmt dessen Position ein. Als Ferrante wieder einmal die Katakomben besucht, um sich am Anblick des toten Guido zu erfreuen, springt Orlando ihn an und stößt ihm seinen gezückten Dolch ins Herz. Derweil beginnen die Aufständischen die Burg des Tyrannen zu erstürmen. Orlando hält als Zeichen des Triumphes den abgeschnittenen Kopf des Schreckensherrschers in die Höhe. Dann wirft er das Haupt auf einen Kehrichthaufen, und die Burg geht in Flammen auf.

## Produktionsnotizen
Der siebenaktige Film entstand im Winter 1921/22 in den Efa-Film-Ateliers am Zoo. Er passierte die Zensur am 4. April 1922 und wurde mit Jugendverbot belegt. Die Uraufführung fand im Juli 1922 im Marmorhaus statt.
Filmbauten und Kostüme wurden von Walter Reimann entworfen. Der 54-jährige Berthold Held, ein Jugendfreund Max Reinhardts, fungierte als künstlerischer Beirat. Robert Baberske assistierte Chefkameramann Karl Freund.